# 5 Leonis Minoris
5 Leonis Minoris är en gulvit stjärna i huvudserien i stjärnbilden Lodjuret. Trots sin Flamsteed-beteckning tillhör den inte Lilla lejonets stjärnbild. Den ligger på gränsen mellan stjärnbilderna och fick byta tillhörighet vid översynen av gränser mellan stjärnbilderna år 1930 och benämns efter bytet av stjärnbild ofta med sin HD-beteckning HD 75332.
5 LMi har visuell magnitud +6,21 och knappt synlig vid god seeing. Den befinner sig på ett avstånd av ungefär 90 ljusår.